# Sara Branham Matthews
Sarah Elizabeth Branham Matthews (25 de juliol 1888-16 de novembre 1962) va ser una destacada microbiòloga i metgessa estatunidenca coneguda per la seva recerca sobre l'aïllament del bacteri Neisseria meningitidis, agent causal de la meningitis i sobre el tractament d'aquesta malaltia.

## Biografia
Sara Elizabeth Branham (Matthews era el cognom del seu marit) va néixer a Oxford (Geòrgia, Estats Units) el 25 de juliol de 1888. En el seu temps, no era habitual que les noies fessin estudis superiors, però ella va seguir les passes de la seva mare (Amanda Stone Branham) i la seva àvia (Elizabeth Flournoy Stone), que havien estudiat a Wesleyan College, a Macon (Geòrgia), on ella va graduar-se en biologia el 1907, pertanyent a la tercera generació d'alumnes d'aquell centre en la seva família. Després de graduar-se, va dedicar-se a l'ensenyament en diverses escoles de noies a Sparta, Decatur i Atlanta. Durant aquells anys va interessar-se per la medicina, però no disposava de mitjans per pagar-se’n els estudis i al sud-est dels Estats Units hi havia poques oportunitats per a les dones amb els seus interessos. L'estiu de 1917 va anar la Universitat de Colorado a Boulder per assistir a un curs d'estiu. Tot i que la seva formació en bacteriologia havia estat només les sis setmanes del curs d'estiu, gràcies a les seves dots intel·lectuals i a la manca d'homes a causa de la Primera Guerra Mundial, va ser contractada per treballar com a ajudant de laboratori i després per ensenyar bacteriologia a la Facultat de Medicina de la mateixa universitat. Al mateix temps va continuar estudiant i el 1919 va obtenir un segon títol universitari, en biologia (zoologia) i química.
Els dos anys passats a la Universitat de Colorado van ser decisius per a la seva carrera professional. I des d'allà va anar a la Universitat de Chicago, on va començar els estudis de doctorat alhora que treballava com a ajudant de bacteriologia. Va centrar la seva recerca en l'estudi del virus de la grip, que durant la pandèmia de 1918-1919 va causar una gran mortaldat per tot el món. El 1923 va doctorar-se en bacteriologia i va començar a estudiar medicina alhora que seguia treballant a la mateixa universitat, en el Departament d'Higiene i Bacteriologia. El 1927, abans d'acabar els estudis de medicina, va ser nomenada professora associada a la Facultat de Medicina de la Universitat de Rochester (Nova York). Pocs mesos després van proposar-li treballar al Laboratori d'Higiene del Servei de Salut Pública dels Estats Units (avui dia, Instituts Nacionals de Salut, NIH) per fer recerca sobre la meningitis. Va acceptar-ho i durant trenta anys va treballar als NIH. El 1932 va demanar una excedència per acabar els estudis de medicina, que havia interromput en marxar de la Universitat de Chicago i va aconseguir-ne el títol el 1934. Mentre acabava els estudis de medicina va treballar com a interna a l'Hospital Municipal de Malalties Infeccioses de Chicago. Quan es va jubilar, el juliol de 1959, era cap de la secció de toxines bacterianes dels NIH. Mentre treballava als NIH, va fer classes a la Universitat George Washington (Washington D.C.), fins a 1952, i va ser biòloga visitant de l'Institut de Ciències Biològiques dels Estats Units, de 1959 1962.
El 1945, als 57 anys, va casar-se amb Philip S. Matthews, un home de negocis jubilat. Va ser un matrimoni breu, perquè quatre anys més tard el seu marit va morir. Sara Branham va morir sobtadament el 16 de novembre d'un atac de cor. Poques hores abans estava fent gestions per anar a passar l'hivern a Florida.
L'arxiu de la Biblioteca Nacional de Medicina dels Estats Units conserva documents de Branham entre els quals destaca la correspondència que va mantenir amb E.G.D. Murray (de 1030 a 1958) i amb Arthur Hitchens (de 1939 a 1960), que també investigaven sobre Neisseria meningitidis: el primer a Anglaterra i Canadà i el segon a la Universitat de Pennsilvània.

## Recerca
Quan Branham va començar la seva carrera investigadora, la grip estava fent estralls i va dedicar-se a estudiar l'etiologia d'aquesta malaltia infecciosa. Més endavant, però va centrar-se en la recerca d'altres malalties infeccioses causades per bacteris, i va estudiar les toxines de salmonel·la, shigel·la i particularment la biologia i la taxonomia del gènere Neisseria. La seva recerca sobre aquest últim gènere, especialment sobre l'espècie N. meningitidis, coneguda com a neissèria de la meningitis o meningococ, va donar-li fama mundial com a autoritat en la matèria. Va contribuir a establir un esquema per a la classificació dels tipus serològics amb acceptació internacional.
Branham i el seu equip de recerca, treballant amb ratolins i conills, van observar que, en la infecció per N. meningitidis, la inducció d'exsudats inflamatoris i el dany a les meninges es devia a la presència de productes tòxics generats pel bacteri, més que no pas a la presència de l'organisme intacte. De fet, la injecció de bacteris morts per calor també produïa meningitis.
Abans de jubilar-se va preocupar-se de dipositar, en les col·leccions de cultius tipus, soques de serotips representatius ben documentades. Era experta en la taxonomia i nomenclatura de N. meningitidis i fins al 1956 va ser secretària del Subcomitè de Neisseriàcies del Comitè de Nomenclatura Bacteriològica l'Associació Internacional de les Associacions de Microbiologia. Aquell anys va dimitir del càrrec però va continuar sent membre del Subcomitè. I després de la seva jubilació va mantenir el seu interès per la recerca que es feia sobre el meningococ, la meningitis i el desenvolupament d'una vacuna per prevenir la malaltia i mantenia correspondència amb investigadors que hi treballaven. Per exemple, en els arxius de l'antic Institut de Medicina Tropical del Servei de Salut dels Exercits, a Marsella, es conserva una carta, amb data 10 de maig 1962, que Brahman va dirigir a Léon Lapeyssonnie, metge militar francès que treballava en el desenvolupament d'una vacuna per a la meningitis.

## Reconeixements
- Premi Howard Taylor Ricketts de recerca en patologia (1924).[3]
- Doctorat Honoris causa per la Universitat de Colorado (1937).[3][1]
- Premi de les Exalumnes de Wesleyan College pels seus èxits professionals (1950).[3]
- Distinguished Service Award dels Exalumnes de la Universitat de Chicago (1952).[3]
- Metgessa de l'Any, Branca 1, Washington, de l'Associació de Dones Metges dels Estats Units (1959).[3][1]
- En honor seu, el 1970 es va anomenar Branhamella un gènere de bacteris amb una única espècie, B. catarrhalis.[8] No era una espècie nova, sinó una que fins aleshores s'havia inclòs en el gènere Neisseria, però en una revisió del gènere es va observar que diferia molt de les altres espècies del gènere i tenia prou entitat per tenir un gènere propi.[9]

## Publicacions destacades
- Reference Strains for the Serologie Groups of Meningococcus (Neisseria meningitidis) (anglès), Sara E. Branham. International Bulletin of Bacteriological Nomenclature and Taxonomy 8:1-15 (1958)
- Milestones in the History of the Meningococcus (anglès) Sara E. Branham. Canadian Journal of Microbiology 2:175-188 (1956)
- Serological relationships among meningococs (anglès). Sara E. Branham. Bacteriology Reviews 17:175-188 (1953)
- The meningococcus (Neisseria intracellularis) (en anglès. SAra E. Branham. Bacteriology Reviews 4:59-96 (1940)
- Gonococcic Meningitis (anglès) Sara E. Branham, REginald H. Mitchell, William Brainin. JAMA 110:1804-1806 (1940) DOI:10.1001/jama.1938.02790220006003
- Studies in Chemotherapy: V. Sulphanilamide, Serum, and Combined Drug and Serum Therapy in Experimental Meningococcus and Pneumococcus Infections in Mice (anglès). Sara E. Branham i Sanford M. Rosenthal. Public Health Reports, 52:685-695 (1937)
- A New Meningococcus-like Organism (Neisseria flavescens n.sp.) from Epidemic Meningitis (anglès). Sara E. Branhama. Public Health Reports 45:845-849 (1930)